# Палмер, Джеффри Дональд
Джеффри Д. Палмер (Jeffrey Donald «Jeff» Palmer; род. 29 ноября 1955, Лондон) — американский биолог, ботаник, специалист по молекулярной эволюции и филогении растений.
Член НАН США (2000), доктор философии (1981), заслуженный эмерит-профессор Индианского университета, где трудился 30 лет — с 1989 года. Лауреат McClintock Prize (2016).

## Биография
Родился в семье американского дипломата, до шести лет жил в Лондоне и Афинах.
Окончил Суортмор-колледж (бакалавр биологии, 1977). Степень доктора философии по биологии получил в Стэнфорде в 1981 году. В 1981—1983 гг. фелло-постдок в Институте Карнеги в Вашингтоне, а в 1983—1984 гг. — в Университете Дьюка. Пять лет провёл в Мичигане. С 1989 года в штате Индианского университета, ныне его заслуженный эмерит-профессор (в 2019 году он ушёл в отставку); в совокупности 10 лет заведовал там кафедрой биологии.
Подготовил 40 постдоков и 20 студентов-последипломников.
Фелло Американской академии искусств и наук (1999). Заслуженный фелло Ботанического общества Америки. В 2006 г. избран в Американскую ассоциацию содействия развитию науки, её фелло.
Автор более 200 научных статей, цитировавшихся более 33 тыс. раз.

## Награды и отличия
- Presidential Young Investigator Award[англ.] (1985)
- David Starr Jordan Prize (1990)
- NSF Special Creativity Award (1991)
- Wilhelmine Key Award (1998)
- Гуггенхеймовский стипендиат (2005)[2]
- McClintock Prize[англ.] (2016)[1]
- President’s Medal for Excellence Индианского университета (2019)[3]